# Chen Kuiyuan
Chen Kuiyuan är en kinesisk kommunistisk politiker. Han föddes 1941 i Kangping i det som då var den japanska marionettstaten Manchukuo.
Chen gick med i Kinas kommunistiska parti 1964 och fick större delen av sin utbildning i Inre Mongoliet. Han har varit medlem av partiets centralkommitté sedan 1992. 
Under större delen av 1990-talet var han partisekreterare i Tibet. Där avskaffade han större delen av de eftergifter gentemot det tibetanska språket och kulturen som gjorts sedan reformpolitiken började på 1980-talet, och banade väg för en fastare integrering av Tibet med det egentliga Kina.
2003 blev Kuiyuan chef för Kinas akademi för samhällsvetenskaper, och i mars samma år utsågs han till andre talman för den tionde Kinesiska folkets politiskt rådgivande konferens, och omvaldes i mars 2008.